# تيد ليفينغستون
تيد ليفينغستون (بالإنجليزية: Ted Livingston)‏ هو لاعب كرة قدم أمريكية أمريكي، ولد في 18 فبراير 1913 في إلسورث في الولايات المتحدة، وتوفي في 8 يونيو 1984.

## وصلات خارجية
- تيد ليفينغستون على موقع مرجع كرة القدم المحترفة.كوم (الإنجليزية)